# Trevor Marsicano
Trevor Marsicano (* 5. April 1989 in Ballston Spa, New York) ist ein US-amerikanischer Eisschnellläufer und Inline-Speedskater.

## Werdegang
Marsicano hatte seinen ersten internationalen Erfolg bei den Juniorenmehrkampfweltmeisterschaften 2007 in Innsbruck. Dort gewann er Bronze im Kleiner-Vierkampf. Bei der Einzelstrecken-WM 2007 in Salt Lake City wurde er Achter in der Teamverfolgung. Im Weltcup debütierte er zu Beginn der Saison 2007/08 in Salt Lake City und belegte den dritten Platz über 1500 m in der Division B und den zweiten Rang über 1000 m in der Division B. Bei der Mehrkampfweltmeisterschaft 2008 in Berlin errang er den 20. Platz im Großer-Vierkampf. Im Februar 2008 gewann er bei den Juniorenmehrkampfweltmeisterschaften in Changchun die Bronzemedaille im Mehrkampf. Im folgenden Monat kam er bei den Einzelstreckenweltmeisterschaften in Nagano auf den 15. Platz über 5000 m und auf den neunten Rang über 1500 m. Zu Beginn der folgenden Saison erreichte er in Heerenveen mit dem dritten Platz in der Teamverfolgung seine erste Podestplatzierung im Weltcup. Im weiteren Saisonverlauf kam er über 1500 m zweimal auf den zweiten Platz und einmal auf den dritten Rang. Über 1000 m belegte er beim Weltcup in Salt Lake City den zweiten Rang. Bei der Mehrkampfweltmeisterschaft 2009 in Hamar errang er den fünften Platz. Im März 2009 holte er bei den Einzelstreckenweltmeisterschaften in Richmond Bronze jeweils in der Teamverfolgung und über 5000 m, Silber über 1500 m und Gold über 1000 m. Die Saison beendete er auf den achten Platz im Gesamtweltcup über 5000/10.000 m und den zweiten Platz im Gesamtweltcup über 1500 m. In der Saison 2009/10 holte er in Heerenveen in der Teamverfolgung seinen ersten Weltcupsieg. Bei den Olympischen Winterspielen 2010 in Vancouver gewann er die Silbermedaille in der Teamverfolgung. Seine beste Einzelplatzierung war der 10. Platz über 1000 m. Im März 2010 wurde er bei der Mehrkampfweltmeisterschaft in Heerenveen Sechster. Des Weiteren wurde er 2010 US-amerikanischer Meister über 5000 m.
In der Saison 2010/11 holte er vier Siege im Weltcup, zweimal in der Teamverfolgung und zweimal über 1500 m. Zudem belegte er beim Weltcup in Berlin den zweiten Platz über 1500 m und erreichte zum Saisonende den fünften Platz im Gesamtweltcup über 1500 m. Bei den Einzelstreckenweltmeisterschaften 2011 in Inzell gewann er Gold in der Teamverfolgung. Über 1000 m errang er den 12. Platz und über 1500 m den siebten Platz. In den folgenden Jahren erreichte er in den Einzelrennen im Weltcup meist Platzierungen außerhalb der Top Zehn. In der Saison 2013/14 belegte er beim Weltcup in Calgary den zweiten Platz in der Teamverfolgung.

## Persönliche Bestzeiten
- 500 m 35,72 s (aufgestellt am 26. Dezember 2009 in Salt Lake City)
- 1000 m 1:06,88 min (aufgestellt am 7. März 2009 in Salt Lake City)
- 1500 m 1:42,31 min (aufgestellt am 6. März 2009 in Salt Lake City)
- 3000 m 3:46,45 min (aufgestellt am 6. Februar 2010 in Richmond)
- 5000 m 6:16,55 min (aufgestellt am 7. März 2009 in Salt Lake City)
- 10.000 m 13:21,06 min (aufgestellt am 30. Dezember 2009 in Salt Lake City)

## Teilnahmen an Weltmeisterschaften und Olympischen Winterspielen

### Olympische Spiele
- 2010 Vancouver: 2. Platz Teamverfolgung, 10. Platz 1000 m, 14. Platz 5000 m, 15. Platz 1500 m

### Einzelstreckenweltmeisterschaften
- 2007 Salt Lake City: 8. Platz Teamverfolgung
- 2008 Nagano: 9. Platz 1500 m, 15. Platz 5000 m
- 2009 Richmond: 1. Platz 1000 m, 2. Platz 1500 m, 3. Platz 5000 m, 3. Platz Teamverfolgung
- 2011 Inzell: 1. Platz Teamverfolgung, 7. Platz 1500 m, 12. Platz 1000 m

### Mehrkampfweltmeisterschaften
- 2008 Berlin: 20. Platz Großer-Vierkampf
- 2009 Hamar: 5. Platz Großer-Vierkampf
- 2010 Heerenveen: 6. Platz Großer-Vierkampf

## Weltcupsiege
| Nr. | Datum             | Ort            | Disziplin      |
| --- | ----------------- | -------------- | -------------- |
| 1.  | 15. November 2009 | Heerenveen     | Teamverfolgung |
| 2.  | 21. November 2010 | Berlin         | Teamverfolgung |
| 3.  | 27. November 2010 | Hamar          | 1500 m         |
| 4.  | 27. November 2010 | Hamar          | Teamverfolgung |
| 5.  | 18. Februar 2011  | Salt Lake City | 1500 m         |